# فرهنگسرای مجازی
فرهنگسرای مجازی یکی از فرهنگسراهای سازمان فرهنگی هنری شهرداری تهران می‌باشد که در فضای مجازی (اینترنت) به ارائه خدمات به کلیه مناطق شهر تهران می‌پردازد

## معرفی
توقف فعالیت‌های سایت فرهنگسرای مجازی
با توجه به اینکه بسیاری از فعالیت‌های فرهنگسرای مجازی در حوزه اطلاع‌رسانی صورت می‌گرفت و به منظور جلوگیری از اقدامات موازی فعالیت سایت مذکور به پرتال اصلی سازمان فرهنگی هنری شهرداری انتقال یافت.
فعالیت‌های سایت فرهنگسرای مجازی با هدف تمرکز گرایی و تجمیع درگاه‌های اطلاع‌رسانی متوقف و به پرتال سازمان فرهنگی هنری شهرداری تهران انتقال یافت؛ بنابراین مخاطبان سایت فرهنگسرای مجازی که پیش از این برنامه‌های سازمان فرهنگی هنری شهرداری تهران، به ویژه اخبار فرهنگسرا و مراکز فرهنگی هنری را به صورت متمرکز از طریق این سایت دریافت می‌کردند می‌توانند برای آگاهی از فعالیت‌ها و برنامه‌های مراکز فرهنگی هنری منطقه محل سکونت خود به پرتال سازمان به نشانی www.farhangsara.ir مراجعه کنند یا با شماره ۱۸۳۷ تماس بگیرند.

## پیشینه
فرهنگسرای مجازی که در سال ۱۳۹۰ فعالیت خود را با تمرکز بر اطلاع‌رسانی برنامه‌های فرهنگی هنری سایر فرهنگسراهای تهران در اینترنت آغاز نمود،
در سال ۹۱ همزمان با افزایش خدمات مجازی، باشگاه مخاطبان سازمان فرهنگی هنری شهرداری تهران را نیز راه اندازی نمود. از آن پس طرح توسعه نرم‌افزار باشگاه مخاطبان و همچنین تولید محتوای فرهنگی هنری در فضای مجازی مورد توجه این فرهنگسرا قرار گرفته و پیگیری شده‌است. هم اکنون، در اواسط سال ۹۲، باشگاه مخاطبان سازمان فرهنگی هنری بالغ بر ده هزار عضو دارد که همه روزه از اطلاع‌رسانی‌ها و امکانات متنوع این باشگاه بهره‌مند می‌شوند.

## خدمات و فعالیت‌ها

### - اطلاع‌رسانی فرهنگی
اطلاع‌رسانی برنامه‌های فرهنگی و هنری برگزار شده در شهر تهران، یکی از مهم‌ترین کارکردهای پورتال فرهنگسرای مجازی است. این اطلاع‌رسانی با اعلام مشخصات هر برنامه دائماً در این پورتال به روز می‌شود و شامل برنامه‌های فرهنگسراهای تهران، سینماها، نگارخانه‌ها، تئاتر، موسیقی و ... می‌باشد. این برنامه‌ها در دسته‌بندی‌های موضوعی، تاریخ‌های برگزاری و ... به مخاطبان معرفی می‌شوند. اعضا می‌توانند نظر خود را در رابطه با هر برنامه در پورتال ثبت کرده یا به برنامه‌ها امتیاز تخصیص دهند.

### - اخبار فرهنگسرا و ارسال خبرنامه
پورتال فرهنگسرای مجازی، اخبار و تازه‌های این فرهنگسرا را به اطلاع مخاطبان خود می‌رساند و مخاطبان را در جریان تغییرات و به روز رسانی‌ها قرار می‌دهد. عضویت در خبرنامه فرهنگسرای مجازی نیز برای عموم امکان‌پذیر است و این خبرنامه به ایمیل اعضا ارسال می‌شود.

### - عضویت و امتیازدهی در باشگاه مخاطبان
راه اندازی و مدیریت باشگاه مخاطبان سازمان همراه با جذب مخاطبان از طریق عضوگیری و سپس ایجاد انگیزش از طریق امتیازدهی به اعضا براساس فعالیت‌های آنان، دستاورد اصلی و مورد تأکید فرهنگسرای مجازی در پورتال این فرهنگسرا بوده‌است.

### - برگزاری مسابقات مجازی[۳]
مسابقه‌های متنوع فرهنگی هنری بسیاری در باشگاه مخاطبان سازمان فرهنگی هنری برگزار می‌شود که اعضای باشگاه می‌توانند با شرکت در آن‌ها امتیاز کسب نمایند. علاوه بر این به برندگان مسابقه‌ها جوایز ارزنده و امتیاز اهدا می‌شود.

### - نشریات فرهنگسرای مجازی
نشریات باشگاه مخاطبان که در حال حاضر شامل هفته نامه فناوری اطلاعات ، دوهفته نامه گردشگری "ارمغان کهن " و دوهفته نامه کتاب «هدهد» می‌باشد، برای اعضای باشگاه مخاطبان قابل مشاهده و دانلود می‌باشد.

### - چندرسانه‌ای (کتاب، مجله، موسیقی، صوت، فیلم، کلیپ، تصویر،...)
محتوای پورتال فرهنگسرای مجازی در قسمت چندرسانه‌ای (مولتی مدیا) شامل مطالب متنوع در حوزه‌های مختلف فرهنگی و هنری به صورت فیلم، صوت، مجله و تصویر برای مشاهده و دانلود مخاطبان فرهنگسرا قرار داده شده‌است.

### - نگارخانه مجازی[۷]
سامانه نگارخانه مجازی به نمایش مجازی گالری‌های سازمان فرهنگی هنری شهرداری تهران به صورت سه بعدی می‌پردازد. مخاطبان می‌توانند پس از انتخاب یک نگارخانه، با کلیک بر روی تصاویر روی دیوارهای نگارخانه، اثر موردنظر خود را مشاهده نمایند. اطلاعات و مشخصات مورد نیاز نیز در کنار تصاویر قرار داده شده‌است. در این سامانه جدیدترین نمایشگاه‌های برگزار شده در نگارخانه‌ها، پوشش داده می‌شود.

### - تور مجازی (تهرانگردی)
سامانه تور مجازی (گردشگری مجازی) با هدف معرفی و نمایش مراکز گردشگری شهر تهران در این پورتال پیاده‌سازی شده‌است. حرکت در فضای یک مرکز گردشگری به یاری تکنولوژی تصاویر سه بعدی محقق شده‌است.

### - آموزش مجازی
برگزاری دوره‌های آفلاین مجازی با ثبت نام از اعضای باشگاه و برپایی آزمون‌های مجازی آنلاین برای اعطای مدرک سازمان فرهنگی هنری، از اقدامات فرهنگسرای مجازی در حوزه آموزش است.

### - فروشگاه مجازی محصولات فرهنگی هنری
فرهنگسرای مجازی در یکی از زیرسیستم‌های خود دارای فروشگاه مجازی محصولات فرهنگی هنری است که به هدف معرفی و ارائه محصولات فرهنگی هنری در فضای مجازی همراه با تخفیفات ویژه طرح‌ریزی و اجرایی شده‌است.

### - کافه مجازی
برای مشارکت و تبادل نظر اعضا با یکدیگر در دست راه اندازی است.

### - برنامه‌های ویژه
فرهنگسرای مجازی برای اعضای فعال باشگاه مخاطبان برنامه‌های ویژه فرهنگی هنری در سطح شهر تهران برگزار می‌کند. این برنامه‌ها شامل تخفیفات مختلف، ارائه بلیط‌های رایگان و ... برای اعضای باشگاه است.

## ارتباط با فرهنگسرای مجازی
توقف فعالیت‌های سایت فرهنگسرای مجازی
با توجه به اینکه بسیاری از فعالیت‌های فرهنگسرای مجازی در حوزه اطلاع‌رسانی صورت می‌گرفت و به منظور جلوگیری از اقدامات موازی فعالیت سایت مذکور به پرتال اصلی سازمان فرهنگی هنری شهرداری انتقال یافت.
فعالیت‌های سایت فرهنگسرای مجازی با هدف تمرکز گرایی و تجمیع درگاه‌های اطلاع‌رسانی متوقف و به پرتال سازمان فرهنگی هنری شهرداری تهران انتقال یافت؛ بنابراین مخاطبان سایت فرهنگسرای مجازی که پیش از این برنامه‌های سازمان فرهنگی هنری شهرداری تهران، به ویژه اخبار فرهنگسرا و مراکز فرهنگی هنری را به صورت متمرکز از طریق این سایت دریافت می‌کردند می‌توانند برای آگاهی از فعالیت‌ها و برنامه‌های مراکز فرهنگی هنری منطقه محل سکونت خود به پرتال سازمان به نشانی www.farhangsara.ir مراجعه کنند یا با شماره ۱۸۳۷ تماس بگیرند.